# Resolució 1269 del Consell de Seguretat de les Nacions Unides
La Resolució 1269 del Consell de Seguretat de les Nacions Unides fou adoptada per unanimitat el 19 d'octubre de 1999. Després d'expressar la seva preocupació per la creixent quantitat d'actes de terrorisme internacional, el Consell va condemnar els atacs terroristes i va demanar als estats que implementessin plenament  Convencions antiterroristes. Era la primera vegada que el Consell de Seguretat havia abordat el terrorisme d'una manera general, tot i que no definia el que constituïa el terrorisme.

## Resolució

### Observacions
El Consell de Seguretat va tenir en compte les resolucions aprovades per l'Assemblea General de les Nacions Unides, inclosa la resolució 49/60 (1994) relativa a mesures per eliminar el terrorisme internacional. Hi havia una necessitat d'intensificar la lluita contra el terrorisme a nivell nacional i reforçar la cooperació internacional amb respecte pel dret internacional humanitari i la legislació sobre drets humans. Amb aquesta finalitat, va donar suport als esforços per promoure la participació i la implementació mundial de les convencions antiterroristes existents i el desenvolupament de nous instruments antiterroristes.

### Actes
Actuant amb el Capítol VI de la Carta de les Nacions Unides, la resolució va condemnar inequívocament tots els actes de terrorisme mundial com a criminals i injustificables, independentment de les circumstàncies en què es van cometre els actes. Es va demanar a tots els països que implementessin convencions internacionals antiterroristes a les quals en formaven part; els estats que no havien adoptat aquestes mesures es van instar a fer-ho immediatament. El Consell va destacar que les Nacions Unides jugaven un paper fonamental en l'enfortiment de la cooperació internacional en la lluita contra el terrorisme.
Es va instar a tots els països a fer els següents passos:
(a) cooperar entre ells mitjançant acords mutus per evitar actes terroristes i perseguir els autors;
(b) prevenir i suprimir la preparació i finançament d'actes terroristes a través de tots els mitjans legals possibles;
(c) negar refugis segurs per a aquells que cometen actes terroristes mitjançant processament i extradició;
(d) assegurar que els sol·licitants d'asil no siguin terroristes abans de concedir-los l'estatut de refugiat mitjançant mesures apropiades;
(e) participar en intercanvis d'informació i cooperació judicial per evitar actes terroristes.
Es va demanar al secretari general, Kofi Annan, que prestés molta atenció a la necessitat de prevenir amenaces a la seguretat internacional com a conseqüència d'actes terroristes. Finalment, el Consell va expressar la seva disposició a prendre noves mesures per combatre les amenaces terroristes.